# Saison 3 de Nouvelle Star
 (octobre 2022).
Si vous disposez d'ouvrages ou d'articles de référence ou si vous connaissez des sites web de qualité traitant du thème abordé ici, merci de compléter l'article en donnant les références utiles à sa vérifiabilité et en les liant à la section « Notes et références ».
 (octobre 2022).
- Si vous ne connaissez pas le sujet, laissez ce bandeau (vous pouvez alors contacter les auteurs).
- Si vous supprimez le contenu mis en cause (vous pouvez préalablement contacter les auteurs),

argumentez précisément cette suppression dans la page de discussion
(un manque de référence n'est pas un argument ; une recherche réelle de référence doit avoir été effectuée, être formellement documentée).
La troisième saison de Nouvelle Star, émission française de téléréalité musicale, a été diffusée sur M6 du 10 février 2005 au 12 mai 2005. 
Elle a été remportée par Myriam Abel.

## Participants

### Présentation
- Benjamin Castaldi

### Jury
- André Manoukian
- Dove Attia
- Marianne James
- Manu Katché

### Candidats
- Vainqueur : Myriam Abel.
- Finaliste : Pierrick Lilliu.
- Éliminés : Roland Carle, Mervyn Kennedy-Macfoy, Francine Massiani, Dan, Sarah Riani, Philippe, Benjamin, Malik, Corentine Plankaert, Ségolène, Géraldine, Rabbia et Gérôme.

## Primes

### Prime n°1 - 10 mars 2005
| Candidat  | Chanson                                     | Interprète original |
| --------- | ------------------------------------------- | ------------------- |
| Philippe  | Si seulement je pouvais lui manquer         | Calogero            |
| Ségolène  | Don't Know Why                              | Norah Jones         |
| Mervyn    | I Want You Back                             | The Jackson Five    |
| Corentine | Un jour ou l'autre                          | Isabelle Boulay     |
| Malik     | On va s'aimer                               | Gilbert Montagné    |
| Sarah     | You might need somebody                     | ?                   |
| Benjamin  | The Dock of the Bay                         | Otis Redding        |
| Géraldine | That Don't Impress Me Much                  | Shania Twain        |
| Pierrick  | Dernière Danse                              | Kyo                 |
| Rabbia    | Chanter pour ceux qui sont loin de chez eux | ?                   |
| Dan       | Seven Days                                  | Craig David         |
| Myriam    | I am nothing                                | Whitney Houston     |
| Roland    | Tant pis                                    | Roch Voisine        |
| Gérôme    | Do I Do                                     | Stevie Wonder       |
| Francine  | Ma prière                                   | Axelle Red          |

État de la compétition
- Qualifiés : Myriam • Pierrick • Roland • Mervyn • Francine • Dan • Sarah • Philippe • Benjamin • Malik
- Éliminés : Corentine • Ségolène • Géraldine • Rabbia • Gérôme[3]

### Prime n°2 - 17 mars 2005
État de la compétition
- Qualifiés : Myriam • Pierrick • Roland • Mervyn • Francine • Dan • Sarah • Philippe • Benjamin
- Éliminé : Malik[4]

### Prime n°3 - 24 mars 2005
État de la compétition
- Qualifiés : Myriam • Pierrick • Roland • Mervyn • Francine • Dan • Sarah • Philippe
- Éliminé : Benjamin[5]

### Prime n°4 - 31 mars 2005
| Candidat | Chanson                | Interprète original |
| -------- | ---------------------- | ------------------- |
| Mervyn   | L'Aventurier           | Indochine           |
| Philippe | You Can't Hurry Love   | The Supremes        |
| Myriam   | I'm So Excited         | The Pointer Sisters |
| Sarah    | Street Life            | The Crusaders       |
| Pierrick | I'll Be There for You  | The Rembrandts      |
| Francine | Je dois m'en aller     | Niagara             |
| Dan      | J'ai tout oublié       | Marc Lavoine        |
| Roland   | Can't Stand Losing You | The Police          |

État de la compétition
- Qualifiés : Myriam • Pierrick • Roland • Mervyn • Francine • Dan • Sarah
- Éliminé : Philippe[6]

### Prime n°5 - 7 avril 2005
État de la compétition
- Qualifiés : Myriam • Pierrick • Roland • Mervyn • Francine • Dan
- Éliminée : Sarah[7]

### Prime n°6 - 14 avril 2005
| Candidat | Chanson           | Interprète original |
| -------- | ----------------- | ------------------- |
| Francine | La Foule          | Édith Piaf          |
| Pierrick | Jeune et con      | Damien Saez         |
| Mervyn   | For me formidable | Charles Aznavour    |
| Roland   | L'Envie           | Johnny Hallyday     |
| Dan      | Une seule vie     | Gérald de Palmas    |
| Myriam   | Je te promets     | Johnny Hallyday     |

Chansons collectives
- Lara Fabian et Maurane, Tu es mon autre : Myriam et Roland
- Jacques Dutronc, Les Play-Boys : Dan et Pierrick

État de la compétition
- Qualifiés : Myriam • Pierrick • Roland • Mervyn • Francine
- Éliminé : Dan[8]

Invité
- Steve Estatof interprète Ma vie devant toi

### Prime n°7 - 21 avril 2005
État de la compétition
- Qualifiés : Myriam • Pierrick • Roland • Mervyn
- Éliminée : Francine[9]

### Prime n°8 - 28 avril 2005
| Candidat | Chanson                  | Interprète original |
| -------- | ------------------------ | ------------------- |
| Roland   | Angels                   | Robbie Williams     |
| Roland   | Juste une illusion       | Jean-Louis Aubert   |
| Myriam   | Quand on n'a que l'amour | Jacques Brel        |
| Myriam   | Think                    | Aretha Franklin     |
| Pierrick | Wherever You Will Go     | The Calling         |
| Pierrick | La vie ne m'apprend rien | Daniel Balavoine    |
| Mervyn   | Seul au monde            | Corneille           |
| Mervyn   | Sexual Healing           | Marvin Gaye         |

Chansons collectives
- Johnny Hallyday, Allumer le feu : Les quatre candidats
- Prince, Kiss : Mervyn et Roland
- Umberto Tozzi, Ti amo : Myriam et Pierrick
- The Jackson Five, Blame It on the Boogie : Les quatre candidats

État de la compétition
- Qualifiés : Myriam • Pierrick • Roland
- Éliminé : Mervyn

Invitée
- Amel Bent interprète Le Droit à l'erreur

### Prime n°9 - 5 mai 2005: Demi-finale
| Candidat | Chanson            | Interprète original |
| -------- | ------------------ | ------------------- |
| Roland   | Cargo              | Axel Bauer          |
| Roland   | Crazy              | Seal                |
| Pierrick | Satisfaction       | The Rolling Stones  |
| Pierrick | Comme d'habitude   | Claude François     |
| Myriam   | Ma philosophie     | Amel Bent           |
| Myriam   | If I Ain't Got You | Alicia Keys         |

Chansons collectives
- Wham!, Wake Me Up : Les trois candidats
- Garou et Céline Dion, Sous le vent : Roland et Myriam
- Kyo et Sita, Le Chemin : Pierrick et Myriam
- The Beatles, Help! : Pierrick et Roland
- The Jackson Five, Blame It on the Boogie : Les trois candidats

État de la compétition
- Qualifiés : Myriam • Pierrick
- Éliminé : Roland

### Prime n°10 - 12 mai 2005: Finale
État de la compétition
- Vainqueur : Myriam[14]
- Finaliste : Pierrick[14]